# Balashoury Thanugundla
Balashoury Thanugundla (* 19. April 1928 in Reddipalem, Indien; † 25. September 1974) war Bischof von Guntur.

## Leben
Balashoury Thanugundla empfing am 7. Dezember 1957 das Sakrament der Priesterweihe.
Am 26. November 1973 ernannte ihn Papst Paul VI. zum Bischof von Guntur. Der Erzbischof von Hyderabad, Saminini Arulappa, spendete ihm am 12. März 1974 die Bischofsweihe; Mitkonsekratoren waren der Bischof von Warangal, Alfonso Beretta PIME, und der emeritierte Bischof von Guntur, Ignatius Mummadi.